# La Lima (ort i Honduras, Departamento de Cortés, lat 15,43, long -87,92)
La Lima är en ort i Honduras.   Den ligger i departementet Departamento de Cortés, i den västra delen av landet, 170 km nordväst om huvudstaden Tegucigalpa. La Lima ligger 33 meter över havet och antalet invånare är 45 955.
Terrängen runt La Lima är huvudsakligen platt, men söderut är den kuperad. Runt La Lima är det ganska tätbefolkat, med 60 invånare per kvadratkilometer. Närmaste större samhälle är San Pedro Sula, 14,0 km nordväst om La Lima. Trakten runt La Lima består till största delen av jordbruksmark.